# Győrság
Győrság là một thị trấn thuộc hạt Győr-Moson-Sopron, Hungary. Thị trấn này có diện tích 8,2 km², dân số năm 2010 là 1504 người, mật độ 183 người/km².